# Ludmila Hartmannová Kybalová
Ludmila Hartmannová, rozená Kybalová (9. června 1929 Praha – 23. července 2012 Ptáčov), byla česká historička umění, pedagožka na Vysoké školy umělecko průmyslové v Praze a na Divadelní fakultě Akademie Múzických umění, specializující se zejména na oblast textilu.

## Život
Narodila se 9. června 1929 v Praze do rodiny českých textilních výtvarníků, Ludmily a Antonína Kybalových. Maturovala na Drtinově reformním reálném gymnasiu v Praze na Smíchově (1948). V letech 1948–1952 studovala na Univerzitě Karlově etnografii (prof. Drahomíra Slánská, Vilém Pražák) a dějiny umění (prof. A. Matějček, J. Květ, J. Cibulka, O. J. Blažíček, V. Volavka, J. Pečírka). Specializovala se na historický a současný textil, její disertační práce pojednávala o gotických textiliích v Čechách.
Po studiích byla zaměstnaná v letech 1953–1955 v SPS v Praze, kde pořizovala soupisy uměleckohistorických fondů na státních zámcích a poté do roku 1959 jako odborná redaktorka nakladatelství ČSVU. V letech 1959–1968 byla vedoucí redaktorkou nakladatelství Artia. Tam se setkala s tématem, které ji přinejmenším v českém prostředí proslavilo asi nejvíce, dějinami módy. Spolu s dalšími autorkami připravila Obrazovou encyklopedii módy, jedinou práci svého druhu, která vyšla v roce 1973 německy a posléze v dalších jazycích.
V roce 1968 byla také zaměstnána v oddělení historické archeologie Národního muzea, jehož sbírky obohatila akvizicemi předmětů z uměleckých řemesel. Od roku 1968 byla vědeckou aspirantkou na Vysoké škole uměleckoprůmyslové v Praze. Po jejím dokončení byla v letech 1971–1977 vědeckou pracovnicí ve Státním židovském muzeu v Praze a kurátorkou textilních sbírek. Za normalizace musela muzeum v roce 1977 opustit. Poté působila jako externí pracovnice historického oddělení Národního muzea a od roku 1978 jako vedoucí redakce výtvarných publikací nakladatelství Odeon. V letech 1973–1997 učila jako externistka dějiny textilu a odívání na VŠUP v Praze.
Po Sametové revoluci se do Židovského muzea v Praze vrátila na přechodnou dobu jako ředitelka (1990–1994), třebaže v mezičase již odešla do důchodu a její angažování mělo charakter výjimečného a přechodného řešení. Stály před ní zásadní otázky právního statutu a podoby muzea. Podílela se na přeměně pražského židovského muzea ze státní instituce v zájmové sdružení právnických osob a úspěšně také spolu s dalšími protestovala proti vývozu části muzejních sbírek do zahraničí. Mimoto zahájila i restaurátorské práce v muzeu, které bylo po desítky let zanedbávané, a hledání depozitních prostor, kterých se rovněž dlouhodobě nedostávalo. Poté, co se v roce 1994 ujal vedení muzea Leo Pavlát, vrátila se na několik let do muzejního oddělení textilu jako jeho kurátorka. 1986–2001 učila dějiny kostýmu na Divadelní fakultě AMU.
Podnikla studijní cesty do zahraničí, připravovala zahraniční výstavy a obdržela zahraniční stipendia: Gruzie (1966–67), Itálie (1968), Paříž (1985), Mnichov (1990–2000), New York, Washington, San Francisco, Izrael (1990–1995)
Zemřela 23. července 2012 na své chalupě.

### Odborné funkce
- 60. léta a pak od roku 1990 členka AICA
- 1991–2000 členka výboru výtvarného odboru UB
- 1990 členka Asociace výtvarných kritiků a teoretiků
- 1994–1997 umělecká rada IVK (dnes Fakulta užitého umění a designu UJEP Ústí nad Labem
- 1997–2001 komise pro prohlašování kulturních památek při MK ČR
- 1995–2001 členka nákupní komise UPM

## Dílo
V šedesátých letech se zabývala současnou českou tapisérií. Od 90. let 20. století publikovala monografie věnované odívání v různých etapách světových dějin. Je autorkou textů v encyklopedii Kronika českých zemí (Praha 1999) a Všeobecná encyklopedie (Praha 2000–2001). V roce 2003 se podílela na výstavě Textilní poklady z českých a moravských synagog, která v prostorách Pražského hradu představovala různé příklady synagogálního textilu (např. opon před svatostánek) z 16. až 20. století.

### Publikace (výběr)
- Kybalová Ludmila, Československá gobelínová tvorba, Nakl. ČSVU Praha 1963
- Kybalová Ludmila, Koptické tkaniny, Praha 1967 (též něm, angl., fr.)
- Kybalová Ludmila, Orientální koberce, Artia Praha, 1968 (též něm, angl., fr.)
- Kybalová Ludmila, Hejdová Dagmar, Urešová Libuše, Stará Dagmar, Hníková Dana, Durdík V, Das Grösse Bilderlexikon der Antiquitäten, Artia Praha 1968 (), též dán., švéd., fr.
- Kybalová Ludmila, Herbenová Olga, Lamarová Milenaː Obrazová encyklopedie módy, Artia Praha 1973, též anglicky, německy a francouzsky
- Kybalová Ludmila, Metody evidence a třídění textilu v muzejních sbírkách, Praha 1974
- Kybalová Ludmila, Lamarová Milena, Estetika odívání, Praha 1981
- Kybalová Ludmila, Současná krajka, Odeon Praha 1981
- Kybalová Ludmila, Lamarová Milena, Současná oděvní tvorba, Odeon Praha 1986
- Kybalová Ludmila, Lamarová Milena, Dějiny odívání I: Od starověku do konce středověku, Praha 1988 (skripta VŠMU Bratislava)
- Kybalová Ludmila, Lamarová Milena, Dějiny odívání II: Od renesance k empíru, Praha 1990 (skripta VŠMU Bratislava)
- Kybalová Ludmila, Lamarová Milena, Dějiny odívání III: Od biedermeieru do současnosti, Praha 1992 (skripta VŠMU Bratislava)
- Kybalová Ludmila, Dějiny odívání: Renesance (15.–16. století), 174 s, Nakladatelství Lidové noviny, Praha 1996, ISBN 80-7106-143-3
- Kybalová Ludmila, Dějiny odívání: Barok a rokoko, 235 s., Nakladatelství Lidové noviny, Praha 1997, ISBN 80-7106-144-1
- Kybalová Ludmila, Dějiny odívání: Starověk. 220 s., Lidové noviny, Praha 1998, ISBN 80-7106-145-X
- Kybalová Ludmila, Dějiny odívání: Středověk, 278 s., Nakladatelství Lidové noviny, Praha 2001, ISBN 80-7106-146-8
- Jarošová Helena, Kybalová Ludmila, Současná česká móda: Contemporary Czech Fashion, Allcore Praha 2002, ISBN 80-903151-0-0
- Kybalová Ludmila, Kosáková Eva, Putík Alexandr (eds.), Textiles from Bohemian and Moravian Synagogues from the Collections of the Jewish Museum in Prague, 376 s., 1000 bar. obr., The Jewish Museum, Praha 2003
- Kybalová Ludmila, Dějiny odívání: Od empíru k druhému rokoku, 271 s., Nakladatelství Lidové noviny, Praha 2004, ISBN 80-7106-147-6
- Kybalová Ludmila, Dějiny odívání: Doba turnýry a secese, 295 s., Nakladatelství Lidové noviny, Praha 2006, ISBN 80-7106-148-4
- Kybalová Ludmila, Lunga Radek, Vácha Petr, Pražské zvony, 2. doplněné a rozšířené vydání, Rybka Publishers, Praha 2005, ISBN 80-86182-95-9